# Путаендо
Путаендо (ісп. Putaendo) — місто в Чилі. Адміністративний центр однойменної комуни. Населення міста - 7214 осіб (2002). Місто і комуна входить до складу провінції Сан-Феліпе-де-Аконкагуа і регіону Вальпараїсо.
Територія — 1 474 км². Чисельність населення — 16 754 мешканців (2017). Щільність населення - 11,4 чол./км².

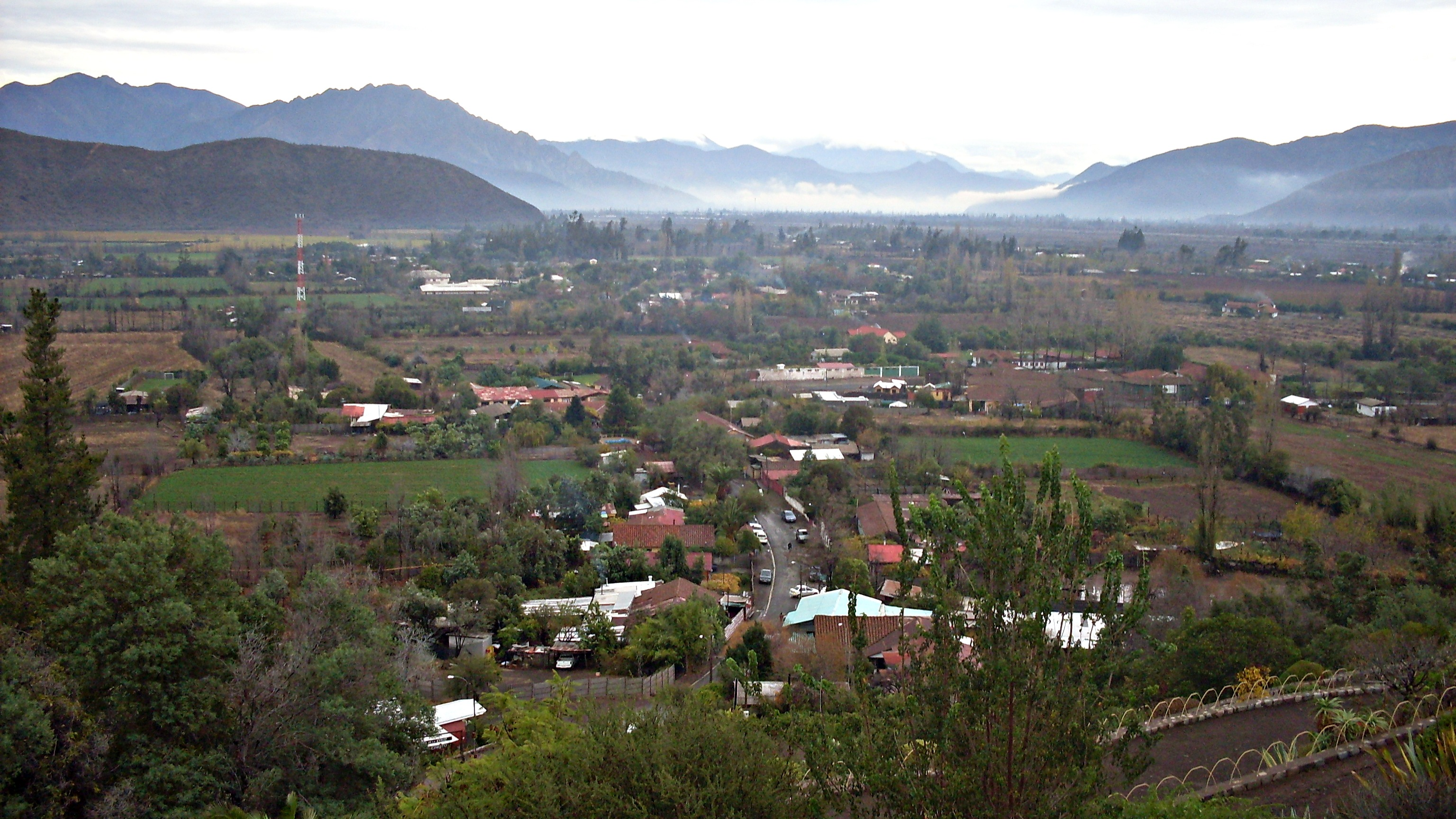
Ринконада-де-Сільва, сільська місцевість комуни Путандо.

## Розташування
Місто розташоване за 98 км на північний схід від адміністративного центру області міста Вальпараїсо та за 13 км на північ від адміністративного центру провінції міста Сан-Феліпе.
Комуна межує:
- на півночі - з комуною Саламанка
- на сході - з провінцією Сан-Хуан (Аргентина)
- на південному сході - з комуною Сан-Естебан
- на півдні - з комунами Сан-Феліпе, Санта-Марія
- на заході - з комуною Катему